# رائول سانچس (بازیکن فوتبال، زاده ۱۹۷۶)
رائول سانچس (اسپانیایی: Raúl Sánchez‎؛ زادهٔ ۱ دسامبر ۱۹۷۶) بازیکن فوتبال اهل اسپانیا بود.
از باشگاه‌هایی که در آن بازی کرده‌است می‌توان به باشگاه ورزشی تنریف، باشگاه فوتبال دپورتیوو آلاوس، و باشگاه فوتبال آلمریا اشاره کرد.